# Jerzy Ferek-Błeszyński
Jerzy Seweryn Witold Ferek-Błeszyński (ur. 14 kwietnia 1888 w Bielanach, zm. 18 lipca 1946 w Poznaniu) – tytularny generał brygady Wojska Polskiego, szef Oddziału II Sztabu Generalnego (1926), wiceminister wyznań religijnych i oświecenia publicznego, kawaler Orderu Virtuti Militari.

## Życiorys
Ukończył Gimnazjum św. Jacka w Krakowie w 1907, następnie studiował filologię romańską na Uniwersytecie Jagiellońskim, a także w Collège de France. Od 1911 do 1914 działał w Związku Strzeleckim.
16 sierpnia 1914 wstąpił do Legionów Polskich. Był m.in. adiutantem 5 pułku piechoty Legionów. Po kryzysie przysięgowym został internowany w Beniaminowie.
Od 1 listopada 1918 służył w Wojsku Polskim. Był dowódcą batalionu w 5 pułku piechoty Legionów, a następnie szefem sztabu Dowództwa Okręgu Wojskowego Przemyśl oraz szefem sztabu Grupy Odsieczy Lwowa. 15 czerwca 1919 został powołany do Szkoły Sztabu Generalnego w Warszawie, w charakterze słuchacza I Kursu. 4 grudnia 1919, po ukończeniu kursu, został zaliczony do korpusu oficerów Sztabu Generalnego. 11 czerwca 1920 został zatwierdzony z dniem 1 kwietnia 1920 w stopniu podpułkownika, w piechocie, w grupie oficerów byłych Legionów Polskich. Pełnił wówczas służbę w Naczelnym Dowództwie Wojska Polskiego. Podczas wojny polsko-bolszewickiej dowodził m.in. Grupą Operacyjną „Ostrołęka” i I Brygadą w Dywizji Ochotniczej.
W latach 1920–1921 był szefem Oddziału III Sztabu 1 Armii, a potem szefem sztabu Wojska Litwy Środkowej. W październiku 1921 rozpoczął studia w Wyższej Szkole Wojennej (Ecole Superieure de Guerre) w Paryżu. Z dniem 1 lutego 1924 został przydzielony do Generalnego Inspektora Piechoty na stanowisko oficera sztabu. W marcu tego roku przydzielony Inspektora Szkół Wojskowych na stanowisko I oficera sztabu.
W latach 20. był członkiem Wojskowego Klubu Samochodowego i Motocyklowego. Po przewrocie majowym pełnił obowiązki szefa Oddziału II Sztabu Generalnego. Z dniem 1 września 1926 roku został przydzielony do Generalnego Inspektora Sił Zbrojnych w Warszawie na stanowisko szefa Biura Inspekcji. 30 czerwca 1927 mianowany został szefem Departamentu I Piechoty MSWojsk. 18 lutego 1928 został zwolniony ze stanowiska szefa departamentu.
Od 14 lutego 1928 do 5 stycznia 1936 był attaché wojskowym w Paryżu. Od 6 stycznia 1939 roku pozostawał w stanie nieczynnym bez prawa do poborów. W tym okresie piastował urząd wiceministra wyznań i oświecenia publicznego.
Podczas kampanii 1939 został wyznaczony przez marszałka Edwarda Śmigłego-Rydza dowódcą dywizji polskiej we Francji, objął stanowisko p.o. komendanta Camp de Coëtquidan, jednak już od listopada 1939 pozostawał bez przydziału. Władysław Sikorski traktował go jako osobistego wroga. Po ewakuacji do Anglii, do 14 sierpnia 1941 osadzony był w Stacji Zbornej Oficerów Rothesay, na wyspie Bute, Szkocja. Ze względu na zły stan zdrowia zwolniony z obozu w styczniu 1942 i przeniesiony w stan nieczynny. Powrócił do Polski w kwietniu 1946 i wkrótce zmarł.

## Awanse
- podporucznik – 10 października 1914
- porucznik – 5 marca 1915
- podpułkownik – zweryfikowany ze starszeństwem z dniem 1 czerwca 1919
- pułkownik – 1 grudnia 1924 ze starszeństwem z dniem 15 sierpnia 1924 i 10. lokatą w korpusie oficerów piechoty
- tytularny generał brygady – 1 stycznia 1939

## Ordery i odznaczenia
- Krzyż Srebrny Orderu Wojskowego Virtuti Militari (20 maja 1921)[11]
- Krzyż Niepodległości (20 stycznia 1931)[12]
- Krzyż Oficerski Orderu Odrodzenia Polski[13]
- Krzyż Walecznych (czterokrotnie „za męstwo i osobistą odwagę okazane w walce z nieprzyjacielem w obronie Ojczyzny” -12 lipca 1921, po raz 2 i 3 w 1922)[14][15][16]
- Złoty Krzyż Zasługi (18 marca 1933)[17]
- Krzyż Zasługi Wojsk Litwy Środkowej[16]
- Medal Pamiątkowy za Wojnę 1918–1921[13]
- Medal Dziesięciolecia Odzyskanej Niepodległości[13]
- Odznaka Pamiątkowa Generalnego Inspektora Sił Zbrojnych (12 maja 1936)
- Wielki Oficer Orderu Leopolda (Belgia)[13]
- Komandor Orderu Legii Honorowej (Francja, 1936)[18]
- Oficer Orderu Legii Honorowej (Francja)[16]